# Флетчер, Майли
Майли И. Флетчер (англ. Mylie E. Fletcher) — канадский стрелок, призёр летних Олимпийских игр.
Флетчер принял участие в летних Олимпийских играх в Лондоне в двух дисциплинах стендовый стрельбы. В трапе он стал седьмым среди отдельных спортсменов и занял второе место среди команд.